# Estancia (New Mexico)
Estancia ist ein Ort im US-Bundesstaat New Mexico. Der Ort mit 1.242 Einwohnern (Stand 2020) liegt im Torrance County und ist dessen County Seat (Verwaltungssitz).

## Geschichte
Bereits bevor sich am Ort des heutigen Estancia eine Siedlung gefestigt hatte, war dieser auf verschiedenen Karten der Region verzeichnet. So findet sich beispielsweise auf einer Karte aus dem Jahr 1779 an der Lage des Ortes die Notiz „von Feinden zerstört“.
Durch den Bau der Santa Fe Central Railroad wurde das Tal 1900 für Siedler erschlossen. Eine Poststelle wurde im September 1903, eine eigene Schule im November desselben Jahres eröffnet. Ebenso wurden ein Warenhaus und verschiedene andere Geschäfte eingerichtet. Estancia wurde 1905 zum Verwaltungssitz des Torrance County bestimmt, aber erst am 4. Oktober 1909 offiziell als Gemeinde registriert.
Zu Beginn des 20. Jahrhunderts war Estancia, das im Übrigen vornehmlich landwirtschaftlich geprägt war, zwei Jahrzehnte lang Hauptsitz der New Mexico Central Railway.

## Infrastruktur
Durch Estancia verläuft die New Mexico State Route 41, die etwa 17 km südlich des Ortes an den U.S. Highway 61 angeschlossen ist. Außerdem verfügt die Stadt mit dem östlich gelegenen Estancia Municipal Airport über einen eigenen Flughafen.